# Jonathan Bachini
Jonathan Bachini (* 5. Juni 1975 in Livorno) ist ein ehemaliger italienischer Fußballspieler. Der Mittelfeldspieler war italienischer Nationalspieler.
Er begann seine Karriere bei Udinese Calcio. Zwischen 1994 und 1997 wurde er an die Dritt- bzw. Zweitligisten Alessandria, Juve Stabia und Lecce ausgeliehen. Von 1997 bis 1999 gehörte er dann zur Stammformation von Udinese in der Serie A. Danach wechselte er zu Juventus Turin, kam aber nur vereinzelt zum Einsatz und wurde 2001 an Brescia ausgeliehen. Weitere Stationen waren der FC Parma, wieder Brescia und der AC Siena. 2004 war ein Dopingtest von ihm positiv auf Kokain und er wurde für neun Monate gesperrt. Nach einem zweiten Kokainbefund wurde er 2006 lebenslang gesperrt.
Bachini wurde 1998 zweimal in die italienische Nationalmannschaft berufen.